# سولفانیل‌آمید
سولفانیل‌آمید(به انگلیسی: Sulfanilamide و sulphanilamide) یک داروی ضد باکتری سولفونامیدی است. از نظر شیمیایی، این دارو یک ترکیب آلی و یک استخلاف سولفونامیدی از آنیلین است. پودر سولفانیل‌آمید توسط متفقین در جنگ جهانی دوم برای کاهش میزان عفونت‌ها استفاده شد و در کاهش چشمگیر میزان مرگ و میر نسبت به جنگ‌های قبلی نقش داشت. امروزه آنتی بیوتیک‌های مدرن با سولفانیل‌آمیدها در میدان نبرد جایگزین شده‌اند. با این حال، این آنتی بیوتیک امروزه در وهله اول برای درمان عفونت قارچی مهبل مورد استفاده قرار می‌گیرد.
اصطلاح "سولفانیل‌آمید" همچنین برای توصیف خانواده ای از مولکول‌های حاوی این گروه‌های عاملی استفاده می‌شود. به عنوان مثال: 
- فوروزماید، یک ادرار آور حلقه ای
- سولفادیازین، یک آنتی بیوتیک
- سولفامتوکسازول، یک آنتی بیوتیک